# Herta Heuwer
 (septembre 2017).
Si vous disposez d'ouvrages ou d'articles de référence ou si vous connaissez des sites web de qualité traitant du thème abordé ici, merci de compléter l'article en donnant les références utiles à sa vérifiabilité et en les liant à la section « Notes et références ».
Herta Charlotte Heuwer, née Pöppel le 30 juin 1913 à Königsberg et morte le 3 juillet 1999 à Berlin est une cuisinière allemande. Elle est considérée comme l'inventrice de la Currywurst, qu'elle appelait « Spezial Curry-Bratwurst ».

## Biographie

### Le Currywurst
Le 4 septembre 1949, à Berlin-Charlottenburg, elle mélange une sauce piquante à base de pâte à tomate, douze épices indiennes (d'où le « curry ») et autres ingrédients avec une saucisse frite. Cette création est appelée « Currywurst ».
Dix ans plus tard, le 21 janvier 1959, Herta Heuwer créé le terme « Chillup » (dérivé de « chili » (piment) et « ketchup ») pour s'inscrire à l'Office allemand des brevets, sous le numéro 721 319. Beaucoup d'entreprises ont essayé durant sa vie de lui acheter sa marque et sa recette, mais elle ne l'a confié à personne. À l'apogée de son restaurant (malgré le développement mondial de cette spécialité), celui-ci était ouvert jour et nuit et comptait 19 employés.

## Hommage

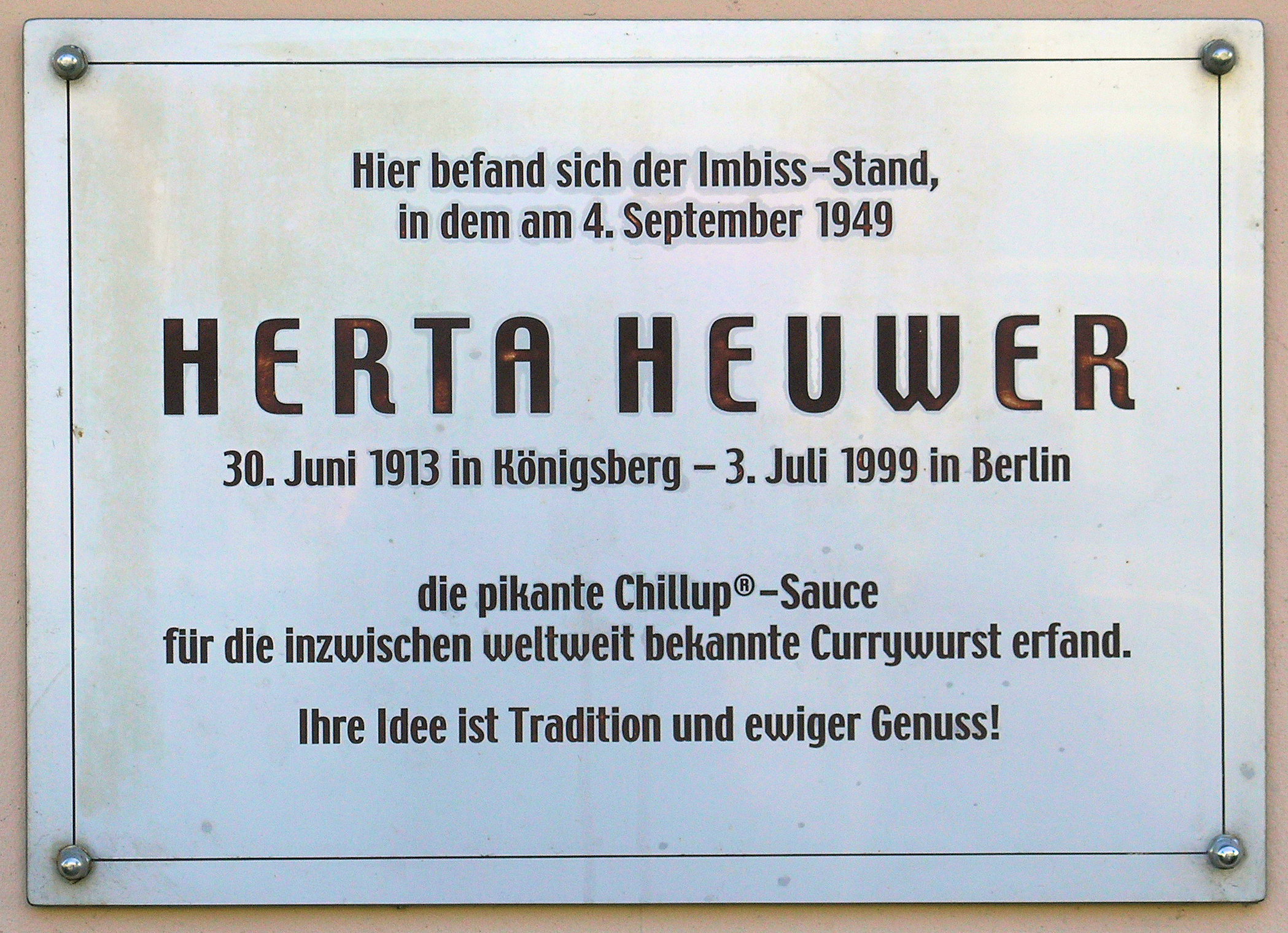
Plaque commémorative sur Kantstraße.

Sur un bâtiment de Kantstraße, au coin de Kaiser-Friedrich-Straße, où Herta Heuwer tenait un stand de restauration, une plaque commémorative est inaugurée en 2003, la veille de son 90e anniversaire posthume. Sa nièce et sa fille Brigitte Böhme sont présentes, ainsi que d'anciens habitués. La maire du quartier Monika Thiemen et l'actrice Brigitte Grothum ont pour l'occasion préparé et offert des Currywurst.
À l'occasion du 70e anniversaire de l'invention de la Currywurst, la Staatliche Münze Berlin a émis une médaille commémorative en l'honneur de Herta Heuwer.

## Polémique
Une polémique est née sur la créatrice de la Currywurst. D'aucuns défendent que sa véritable inventrice est une cuisinière originaire de Hambourg, Lena Brücker, qui l'aurait créé en 1947. Ainsi, l'ancien sénateur de Hambourg Ronald Schill (en)  a inauguré une plaque commémorative en l'honneur de Lena Brücker, au 10 Großneumarkt, quelques jours après la cérémonie berlinoise.